# オキサミン酸
オキサミン酸（英語: oxamic acid）は、化学式がNH
2C(O)COOHの有機化合物である。水に溶ける白色の固体。シュウ酸のアミドである。オキサミン酸は乳酸脱水素酵素Aを阻害する。乳酸脱水素酵素（LDH）の活性部位は、オキサミン酸がLDH-NADH複合体に結合すると閉鎖され、効果的に阻害される。
オキサミン酸は高分子化学にも応用されている。ポリエステル、エポキシド、アクリルなどの特定のポリマーと結合すると、その水溶性を高める。